# 野﨑元治
野﨑 元治（のざき げんじ、1928年3月21日 -  2023年5月20日）は、日本の経営者、銀行家。十八銀行頭取を務めた。

## 来歴・人物
東京都出身。1948年に第五高等学校を経て、1951年に東京大学法学部法律学科を卒業し、同年に大蔵省に入省した。1978年2月に大臣官房審議官、同年8月にアジア開発銀行理事、1982年9月に東洋信託銀行常勤顧問、1986年9月に西宮酒造副社長を歴任し、1989年6月に十八銀行副頭取に就任し、1990年2月には頭取に昇格。2000年6月には会長に就任。
2023年5月20日、老衰のために死去。95歳没。